# Tetragnatha nitidiuscula
Tetragnatha nitidiuscula este o specie de păianjeni din genul Tetragnatha, familia Tetragnathidae, descrisă de Simon, 1907. Conform Catalogue of Life specia Tetragnatha nitidiuscula nu are subspecii cunoscute.